# 타지키스탄의 정당
타지키스탄은 현재 타지키스탄 인민민주당의 일당 지배 체제를 통해 권력을 장악하고 있다. 타지키스탄에서 야당의 활동은 허용되어 있지만, 일반적으로는 권력을 잡을 기회는 없는 편이다.

## 정당 목록

### 다수 정당
- 타지키스탄 인민민주당

### 소수 정당
- 타지키스탄 농민당
- 타지키스탄 민주당
- 타지키스탄 공산당
- 타지키스탄 사회당

### 원외 정당
- 타지키스탄 정의당
- 타지키스탄 사회민주당

### 금지된 정당
- 타지키스탄 이슬람 부흥당

## 같이 보기
- 타지키스탄의 정치
- 나라별 주요 정당 목록